# HR 5171
HR 5171 (V766 Cen) – gwiazda zmienna znajdująca się w gwiazdozbiorze Centaura w odległości 11 700 lat świetlnych od Ziemi. Jest jedną z największych znanych gwiazd – ma średnicę około 1300 razy większą niż Słońce. Jest o 50% większa niż czerwony nadolbrzym Betelgeza i około milion razy jaśniejsza od Słońca.
V766 Centauri to żółty hiperolbrzym typu widmowego G, a jego jasność waha się od wielkości +6,10 do +7,30m. W sprzyjających warunkach można go dostrzec gołym okiem. Ten typ gwiazd jest bardzo rzadki – w naszej Galaktyce odkryto ich zaledwie kilkanaście. Hiperolbrzym należy do układu podwójnego gwiazd, o czym świadczy krzywa zmian blasku obiektu, wykazująca cechy układu podwójnego zaćmieniowego. Drugi, mniejszy składnik jest tak blisko, że jest w kontakcie z główną gwiazdą układu, okrąża ją w ciągu około 1300 dni. Jego temperatura jest o ok. 150-400 K większa niż temperatura hiperolbrzyma.
W odległości 9,4" znajduje się nadolbrzym HR 5171B o typie widmowym B0 Ib, jednak nie wiadomo, czy gwiazdy te są grawitacyjnie ze sobą powiązane.